# Campeonato manomanista 2005
La LX edición del Campeonato manomanista, máxima competición de pelota vasca en la variante de pelota mano profesional de primera categoría, se disputó en el año 2005. Fue la tercera edición organizada por la LEPM (Liga de Empresas de Pelota Mano), compuesta por las dos principales empresas dentro del ámbito profesional de la pelota mano, Asegarce y ASPE.
En cuartos de final esperaban los cuatro semifinalistas de la edición anterior Martínez de Irujo, Olaizola II, Xala y Eugi, de conformidad con el modelo de competición instaurado desde el año 2003.
Esta edición transcurrió sin excesivas sorpresas, siendo el resultado más destacado la paliza propinada por Patxi Ruiz a Patxi Eugi (22-1), en su enfrentamiento de cuartos de final, si bien el pelotari de Aoiz andaba aquejado de mal de manos. No obstante en la final sí que saltarón los pronósticos con la victoria de Aimar Olaizola sobre Juan Martínez de Irujo, consinguiendo por primera vez la txapela de campeón.

## Treintadosavos de final
| Fecha    | Frontón y localidad           | Rojo     | Azul         | Tanteo |
| -------- | ----------------------------- | -------- | ------------ | ------ |
| 04/04/05 | Beotibar, Tolosa              | Lasa III | Esain        | 22-20  |
| 03/04/05 | Municipal de Bergara, Vergara | Goñi III | Peñagarikano | 22-17  |
| 02/04/05 | Amorebieta IV, Amorebieta     | Agirre   | Galarza V    | 22-19  |
| 01/04/05 | Municipal de Amurrio, Amurrio | Koka     | Berraondo    | 22-17  |

## Dieciseisavos de final
| Fecha    | Frontón y localidad           | Rojo     | Azul          | Tanteo |
| -------- | ----------------------------- | -------- | ------------- | ------ |
| 09/04/05 | Labrit, Pamplona              | Lasa III | Bengoetxea VI | 22-12  |
| 09/04/05 | Labrit, Pamplona              | Beloki   | Goñi III      | 22-02  |
| 08/04/05 | Municipal de Ceánuri, Ceánuri | Pascual  | Agirre        | 22-21  |
| 10/04/05 | Municipal de Vergara, Vergara | González | Koka          | 22-18  |

## Octavos de final
| Fecha    | Frontón y localidad           | Rojo     | Azul              | Tanteo |
| -------- | ----------------------------- | -------- | ----------------- | ------ |
| 17/04/05 | Municipal de Bergara, Vergara | Lasa III | Olaizola I        | 07-22  |
| 16/04/05 | Labrit, Pamplona              | Beloki   | Patxi Ruiz        | 15-22  |
| 17/04/05 | Amorebieta IV, Amorebieta     | Zearra   | Pascual           | 22-19  |
| 15/04/05 | Gurea, Azcoitia               | González | Barriola (lesión) | 22-0   |

## Cuartos de final
| Fecha    | Frontón y localidad           | Rojo              | Azul        | Tanteo |
| -------- | ----------------------------- | ----------------- | ----------- | ------ |
| 01/05/05 | Municipal de Bergara, Vergara | Martínez de Irujo | Olaizola I  | 22-16  |
| 30/04/05 | Labrit, Pamplona              | Eugi              | Patxi Ruiz  | 01-22  |
| 08/05/05 | Atano III, San Sebastián      | Zearra            | Olaizola II | 09-22  |
| 07/05/05 | Aritzbatalde, Zarauz          | González          | Xala        | 22-21  |

## Semifinales
| Fecha    | Frontón y localidad      | Rojo              | Azul       | Tanteo |
| -------- | ------------------------ | ----------------- | ---------- | ------ |
| 22/05/05 | Atano III, San Sebastián | Martínez de Irujo | Patxi Ruiz | 22-21  |
| 21/05/05 | Beotibar, Tolosa         | Olaizola II       | González   | 22-06  |

## Final
| Fecha    | Frontón y localidad      | Rojo              | Azul        | Tanteo |
| -------- | ------------------------ | ----------------- | ----------- | ------ |
| 05/06/05 | Atano III, San Sebastián | Martínez de Irujo | Olaizola II | 18-22  |

- Datos: Q4894595